# Serge David
Pour les articles homonymes, voir David.
Serge David, né le 31 août 1932 à Champlan (Essonne) et mort le 13 avril 1991 à Auxerre, est un coureur cycliste français, professionnel de 1956 à 1959.

## Palmarès

### Palmarès amateur
- 1955
  - Paris-Fontenailles
  - 2e de Paris-Rouen

### Palmarès professionnel
- 1956
  - 3e du Circuit de l'Ain
- 1957 
  - 3e du Trophée des grimpeurs
  - 3e du Grand Prix des chaussures Léon Daniel
- 1958
  - 3e du Circuit du Finistère

### Résultats sur les grands tours

#### Tour de France
1 participation
- 1958 : 51e